# كوينسي كولمان
كوينسي كولمان (بالإنجليزية: Quincy Coleman)‏ هو لاعب كرة القدم الكندية أمريكي، ولد في 23 مايو 1975.

## وصلات خارجية
- كوينسي كولمان على موقع JustSportsStats.com (الإنجليزية)